# 黛安·尼尔
黛安·尼尔（英語：Diane Neal，1975年11月17日—）是美国女演员。她的著名演出包括電視劇中的Casey Novak。
2018年2月6日，尼爾宣佈以獨立身份在紐約州參選眾議員。

## 外部連結
- Diane Neal在互联网电影资料库（IMDb）上的資料（英文）